# Stefano Lorenzi
Stefano Lorenzi (Calcinate, 18 gennaio 1977) è un allenatore di calcio ed ex calciatore italiano, di ruolo difensore, attuale tecnico dell'U18 dell'Atalanta.

## Caratteristiche tecniche
La sua collocazione ideale era nel ruolo di difensore centrale.

## Carriera

### Giocatore
Cresciuto nelle giovanili dell'Atalanta, viene aggregato alla prima squadra nel corso della stagione 1995-1996. La stagione successiva viene ceduto al Carpi, società militante nel campionato di Serie C1, con la formula del prestito. Rimarrà con i biancorossi per due stagioni, disputate da titolare.
Nella stagione 1998-1999 ritorna al club orobico, dove disputa una stagione in Serie B e due in Serie A, sotto la guida del tecnico Giovanni Vavassori che lo aveva allenato nelle giovanili. Il 4 febbraio 2001 realizza il suo primo gol in serie A, con una precisa incornata di testa sugli sviluppi di un calcio d'angolo, nel corso dell'incontro Atalanta-Juventus terminato 2-1 in favore dei nerazzurri.
Nella stagione 2001-2002 si trasferisce al neopromosso Chievo con la formula del prestito, che verrà rinnovato anche per la stagione successiva.
Nel 2003-2004 torna all'Atalanta, dove conquista la promozione nella massima serie da titolare, sotto la guida del tecnico Andrea Mandorlini.
La stagione successiva si trasferisce all'Arezzo con la formula del prestito, tuttavia a gennaio causa serio infortunio , torna a Bergamo.
Nel 2005-2006 si trasferisce al neopromosso Treviso a titolo definitivo, ma nel corso della movimentata sessione del mercato di gennaio viene ceduto al Pescara con la formula del prestito dove però la sua permanenza è segnata da un serio infortunio.
Nella stagione 2006-2007 torna al Treviso, che nel frattempo era retrocesso, dove colleziona 12 presenze; stagione anch'essa condizionata da un terzo infortunio.
La stagione successiva viene ceduto al neopromosso Pisa con la formula del prestito, risultando uno dei migliori difensori del club toscano.
Scaduto il contratto con il club veneto, il 7 agosto 2008 firma un contratto con la SPAL, società militante nel campionato di 2009-2010 Prima Divisione, dove disputa i campionati da titolare, risultando uno dei migliori difensori del club.
Nell'estate 2010 scende di due categorie firmando con il Trento, squadra che milita in Serie D. L'esperienza non sarà positiva e il giocatore lascia la squadra aquilotta nel mercato invernale, per approdare al San Paolo d'Argon, nell'Eccellenza lombarda, segnando il suo primo gol con la nuova maglia il 1º maggio 2011 nella trasferta sul campo del Valcalepio, al rientro dopo un lungo infortunio che l'aveva tenuto lontano dal campo per diversi mesi.

### Allenatore
Nella stagione 2012-2013 è stato alla guida della formazione Allievi Regionali dell'Atalanta. Nelle due stagioni successive è allenatore dei Giovanissimi Regionali A della stessa società. Nella stagione 2015-2016 arriva alle finali nazionali con i Giovanissimi Nazionali dell'Atalanta, vincendo lo Scudetto dopo aver sconfitto per 2-0 la Roma in finale; allena la medesima squadra anche nella stagione successiva, mentre nella stagione 2017-2018 passa ad allenare la Berretti del club bergamasco.

## Statistiche

### Presenze e reti nei club
Statistiche aggiornate al 29 novembre 2009.
| Stagione       | Squadra  | Campionato | Campionato | Campionato | Coppa nazionale | Coppa nazionale | Coppa nazionale | Coppe europee | Coppe europee | Coppe europee | Totale | Totale |
| Stagione       | Squadra  | Comp       | Pres       | Reti       | Comp            | Pres            | Reti            | Comp          | Pres          | Reti          | Pres   | Reti   |
| -------------- | -------- | ---------- | ---------- | ---------- | --------------- | --------------- | --------------- | ------------- | ------------- | ------------- | ------ | ------ |
| 1996-1997      | Carpi    | C1         | 22         | 0          |                 | -               | -               | -             | -             | -             | 22     | 0      |
| 1997-1998      | Carpi    | C1         | 27         | 1          |                 | -               | -               | -             | -             | -             | 27     | 1      |
| 1998-1999      | Atalanta | B          | 4          | 0          |                 | CI              | 1               | 0             | -             | -             | 5      | 0      |
| 1999-2000      | Atalanta | B          | 17         | 1          |                 | CI              | 5               | 0             | -             | -             | 22     | 1      |
| 2000-2001      | Atalanta | A          | 16         | 1          |                 | CI              | 3               | 0             | -             | -             | 19     | 1      |
| 2001-2002      | Chievo   | A          | 13         | 0          |                 | -               | -               | -             | -             | -             | 13     | 0      |
| 2002-2003      | Chievo   | A          | 10         | 0          |                 | -               | -               | -             | -             | -             | 10     | 0      |
| 2003-2004      | Atalanta | B          | 36         | 0          |                 | -               | -               | -             | -             | -             | 36     | 0      |
| 2004-2005      | Arezzo   | B          | 1          | 1          |                 | -               | -               | -             | -             | -             | 1      | 1      |
| gen. 2005      | Atalanta | A          | 1          | 0          |                 | CI              | 1               | 0             | -             | -             | 2      | 0      |
| 2005-2006      | Treviso  | A          | 2          | 0          |                 | -               | -               | -             | -             | -             | 2      | 0      |
| gen. 2006      | Pescara  | B          | 8          | 0          |                 | -               | -               | -             | -             | -             | 8      | 0      |
| 2006-2007      | Treviso  | B          | 12         | 0          |                 | -               | -               | -             | -             | -             | 12     | 0      |
| 2007-2008      | Pisa     | B          | 21         | 1          |                 | -               | -               | -             | -             | -             | 21     | 1      |
| 2008-2009      | SPAL     | 1ºDiv      | 24         | 2          |                 | -               | -               | -             | -             | -             | 24     | 2      |
| 2009-2010      | SPAL     | 1ºDiv      | 21         | 0          |                 | -               | -               | -             | -             | -             | 21     | 0      |
| 2010-dic. 2010 | Trento   | D          | 11         | 1          |                 | -               | -               | -             | -             | -             | 11     | 1      |

## Palmarès

### Allenatore

#### Competizioni giovanili
- Campionato Giovanissimi Nazionali: 1

Atalanta: 2015-2016
- Gallini Cup: 1

Atalanta: 2016